# 史黛拉陨石坑
史黛拉陨石坑（Stella）是位于月球正面危海东南部的一座小撞击坑，其名称取自拉丁语女性名，1976年被国际天文学联合会批准接受。

## 描述
该陨坑西侧毗邻阿贝提陨石坑、东北靠近景德陨石坑，法布隆尼陨石坑位于它的西南偏南，它的西面、西北和西南分别分布了卡门月溪、利特罗月溪和鲁道夫月溪，而东南偏东及东南则坐落和维特鲁威山和阿尔加山。该陨坑中心月面坐标为19°55′S 29°46′E / 19.91°S 29.76°E，直径0.42公里，深约0.06公里。
史黛拉陨石坑外观呈圆杯状，四周环绕着一圈形成时抛射出的高反照率喷出物，坑壁最大高出周边月海10米。

## 宇宙飞船降落点
1973年12月11日，阿波罗17号“挑战者号”登月舱降落在距史黛拉陨石坑东北约30公里处，月面坐标20°11′27″N 30°46′18″E / 20.19080°N 30.77168°E。

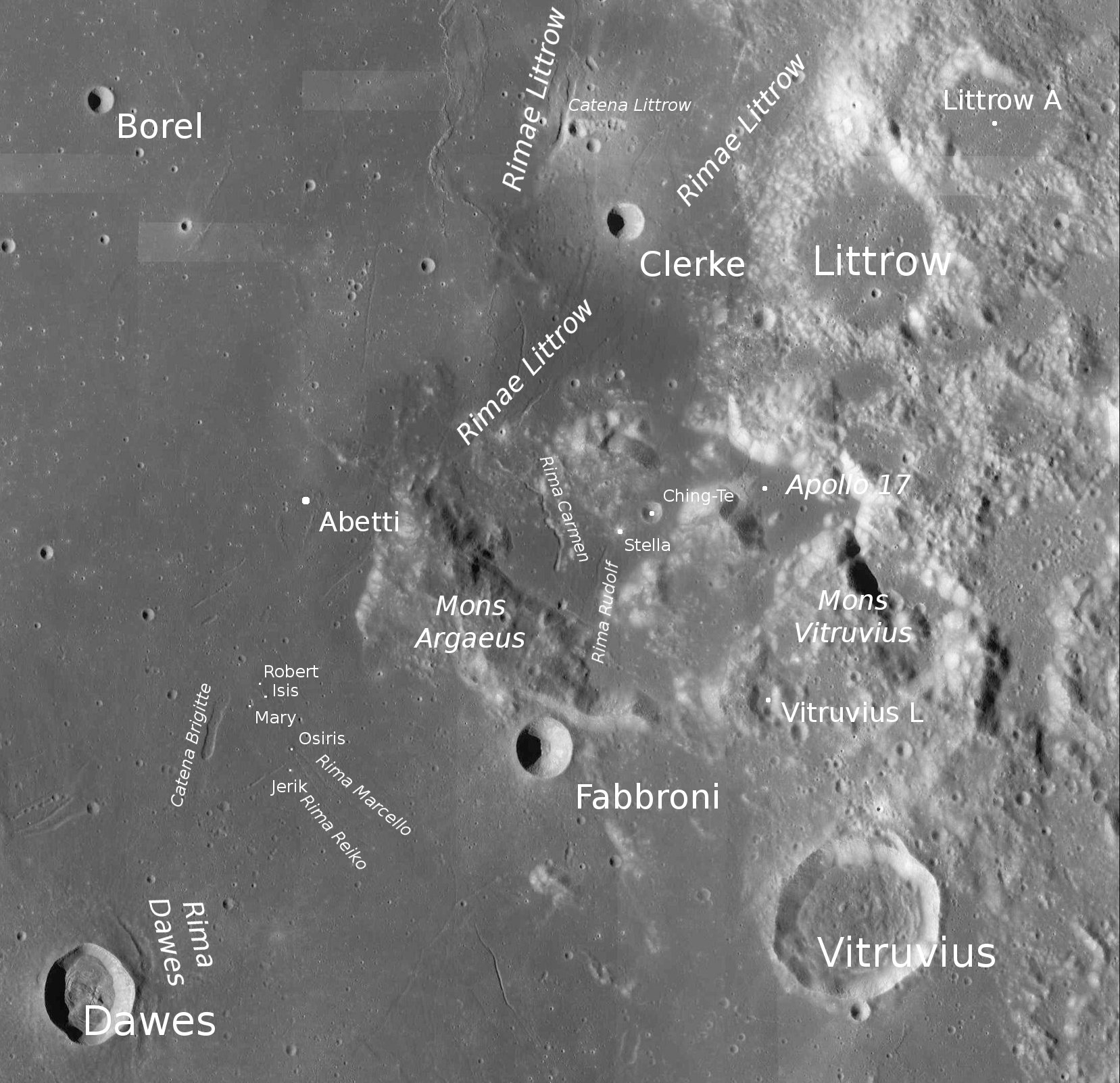
史黛拉陨石坑的周边， 月球勘测轨道飞行器拍摄。